# Чоловік за викликом
«Чоловік за викликом» (англ. Deuce Bigalow: Male Gigolo) — художній фільм 1999 року.

## Сюжет
Дьюс Бігалоу завжди був упевнений в тому, що створений для більшого, ніж просто чистити акваріуми. І ось доля робить крутий поворот - Дьюс стає чоловіком по виклику. Але його клієнтки не прості жінки, а такі, до яких нормальний чоловік ніколи не ляже в ліжко. Потрапляючи в ситуації, коли не можна відмовити, Дьюс починає задовільняти цих вельми `незвичайних` жінок... 

## В ролях
- Роб Шнайдер — Дьюс
- Вільям Форсайт — детектив Чак Фаулер
- Едді Гріффін — Т. Д. Хайкс
- Аріджа Барейкіс — Кейт
- Одед Фер
- Гейл О'Грейді
- Річард Ріле
- Жаклін Обрадорс
- Біґ Бой
- Емі Полер — Рут